# Ode à Psyché
Vous lisez un « article de qualité » labellisé en 2018.  Il fait partie d'un « thème de qualité ».
L'Ode à Psyché (en anglais Ode to Psyche) est vraisemblablement la première des odes écrites par le poète romantique britannique John Keats en 1819. Il s'agit d'une expérience dans le genre, sous la forme d'une version élargie du sonnet destinée à la description d'une scène dramatique.
Ce schéma constitue une rupture par rapport à l'écriture poétique de Keats, généralement plus enclin à se focaliser sur les évasions de son imagination qui s'emploie ici à capter l'intention, proclamée par le narrateur, de redonner vie à Psyché et, métaphoriquement, de se réincarner en Éros, dieu de l'amour.
À cette fin, le poète entend consacrer « une région inviolée » (untrodden region) de son esprit pour honorer la déesse négligée et, à lui seul, lui ménager un rituel d'adoration dont il sera le prêtre, cette intériorisation du mythe ancien conduisant à un redéploiement de l'écriture poétique. Pour autant, la composition de l'ode ne répond pas à un schéma régulier : mélange de plusieurs genres, elle fait preuve de souplesse — ou de fantaisie — dans son organisation rythmique et prosodique.
Le maître mot de l'ode est contenu dans son titre : Psyché et psyché, le mythe et l'esprit, ce dernier non incarné, autrement dit le cerveau, dont Keats connaît et utilise l'anatomie pour, en sous-main, fonder son argument sur une base scientifique qu'il sublime à des fins poétiques.
Assez peu apprécié lors de sa parution en 1820, le poème n'a fait que gagner en popularité au cours des générations suivantes, mais il a fallu attendre le XXe siècle pour qu'il soit reconnu comme l'une des grandes odes composées par Keats au printemps de 1819.

## Contexte

### Genèse et publication

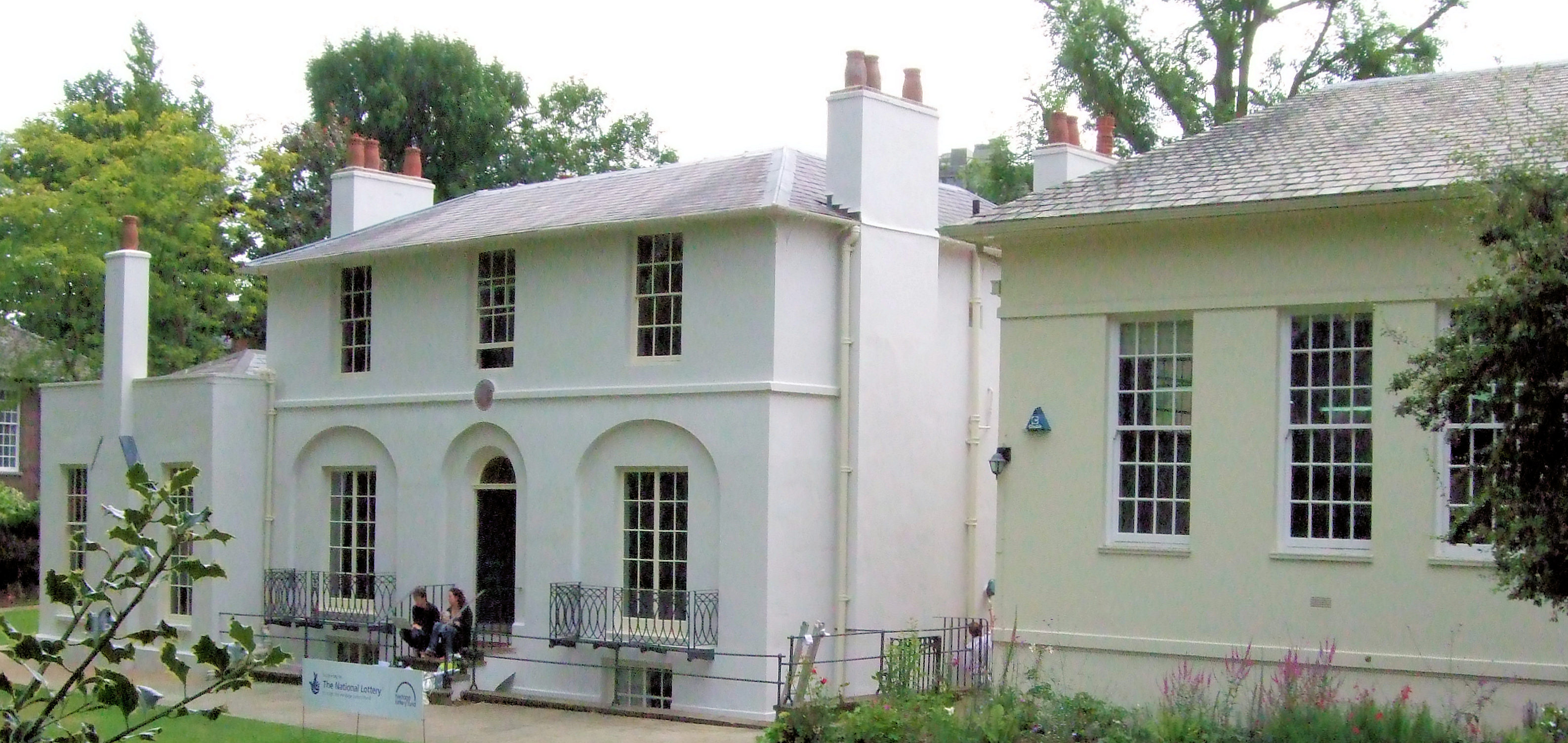
Wentworth Place, maison partagée par John Keats.

Keats n'est pas un écrivain professionnel. Ses émoluments d'assistant chirurgien diplômé du Guy's Hospital de Londres subviennent tout juste à ses besoins. À vingt-trois ans cependant, il quitte la voie médicale pour s'adonner complètement à la poésie. Il loge à Wentworth Place, chez son ami Charles Armitage Brown, un poète à ses heures qui veille à recueillir les manuscrits de Keats. Même si l'histoire littéraire a quelque raison de penser que l'Ode à Psyché est la première de la série du printemps 1819 (composée entre le 21 et le 30 avril), le fait n'est pas scientifiquement prouvé. Pourtant, il existe une lettre de l'auteur à son frère George, datée du 30 avril 1819, où il est dit : « [Voici] le dernier poème que j'ai écrit — le premier et le seul pour lequel je me suis donné un mal même relatif. La plupart du temps, j'ai écrit mes vers à la volée. Ce poème a été composé en prenant mon temps. Je crois qu'il en est plus riche à la lecture, et, je l'espère, m'encouragera à écrire d'autres choses avec un esprit encore plus serein et reposé ». Le 4 mai, un exemplaire est remis à John Hamilton Reynolds, ancien éditeur et ami de Keats rencontré dans le cercle littéraire de Leigh Hunt en 1816. Il existe de légères différences entre cette version et celle que Keats envoie à son frère, mais elles portent surtout sur la ponctuation.
L'Ode à Psyché est incluse dans le second volume du recueil Lamia, Isabella, The Eve of St. Agnes, and Other Poems, dont le manuscrit complet parvient à l'éditeur Taylor and Hessey à la fin d'avril 1820. L'ensemble sort le 1er ou le 3 juillet. Keats a déjà écrit à Brown qu'il n'entretient guère d'espoir (very low hopes) à son propos. De fait, découragé par la critique, il se résigne pratiquement à « tenter son mieux en tant qu'apothicaire ». Cependant, quelques bons comptes rendus lui apportent du réconfort, en particulier l'un des premiers, écrit par Charles Lamb dans le New Times du 19 juillet, bientôt suivi d'un autre émanant de Francis Jeffrey dans la Edinburgh Review d'août et autres semblables éloges publiés en septembre.
Les ventes stagnent cependant, car l'actualité qui occupe l'opinion et envahit la presse concerne l'intention qu'a le roi George IV de divorcer. Si bien que lorsque le recueil commence à éveiller réellement l'attention, ce sursaut, venu trop tard, n'a pas d'impact sur l'avenir du poète : très malade, envoyé en Italie pour tenter une rémission, Keats meurt à l'âge de 25 ans de la tuberculose. L'énorme succès que connaît ensuite son œuvre — et notoirement ses odes du printemps et de septembre 1819 — est donc entièrement posthume.

### Keats et le mythe de Psyché

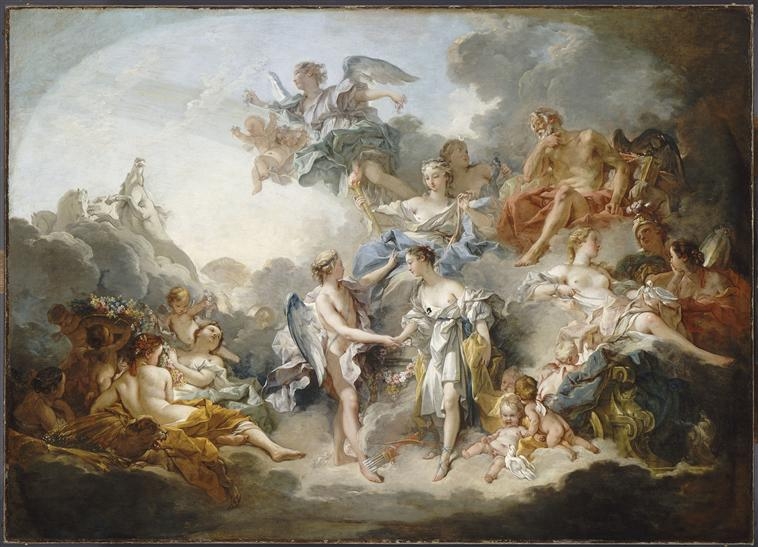
Boucher, Le mariage de Psyché et de l'Amour (1744).

Keats fréquente le mythe de Psyché depuis longtemps. Dès son enfance, il lit le Dictionnaire classique de Lemprière, offrant de brefs portraits des dieux et des déesses,, et l'ouvrage en strophes spensériennes de la poétesse pré-romantique Mary Tighe, Psyche, publié en 1805, auquel il emprunte quelques tournures de phrases, avant d'y revenir en 1818, comme il l'explique à son frère peu avant de composer son ode pour, cette fois, le décrier. Le livre ne lui convient plus, explique-t-il en substance, et désormais, il entend se référer aux sources primaires, Apulée et son Âne d'or, traduites en 1566 par William Adlington, pour trouver matière à son inspiration.

### Analyse

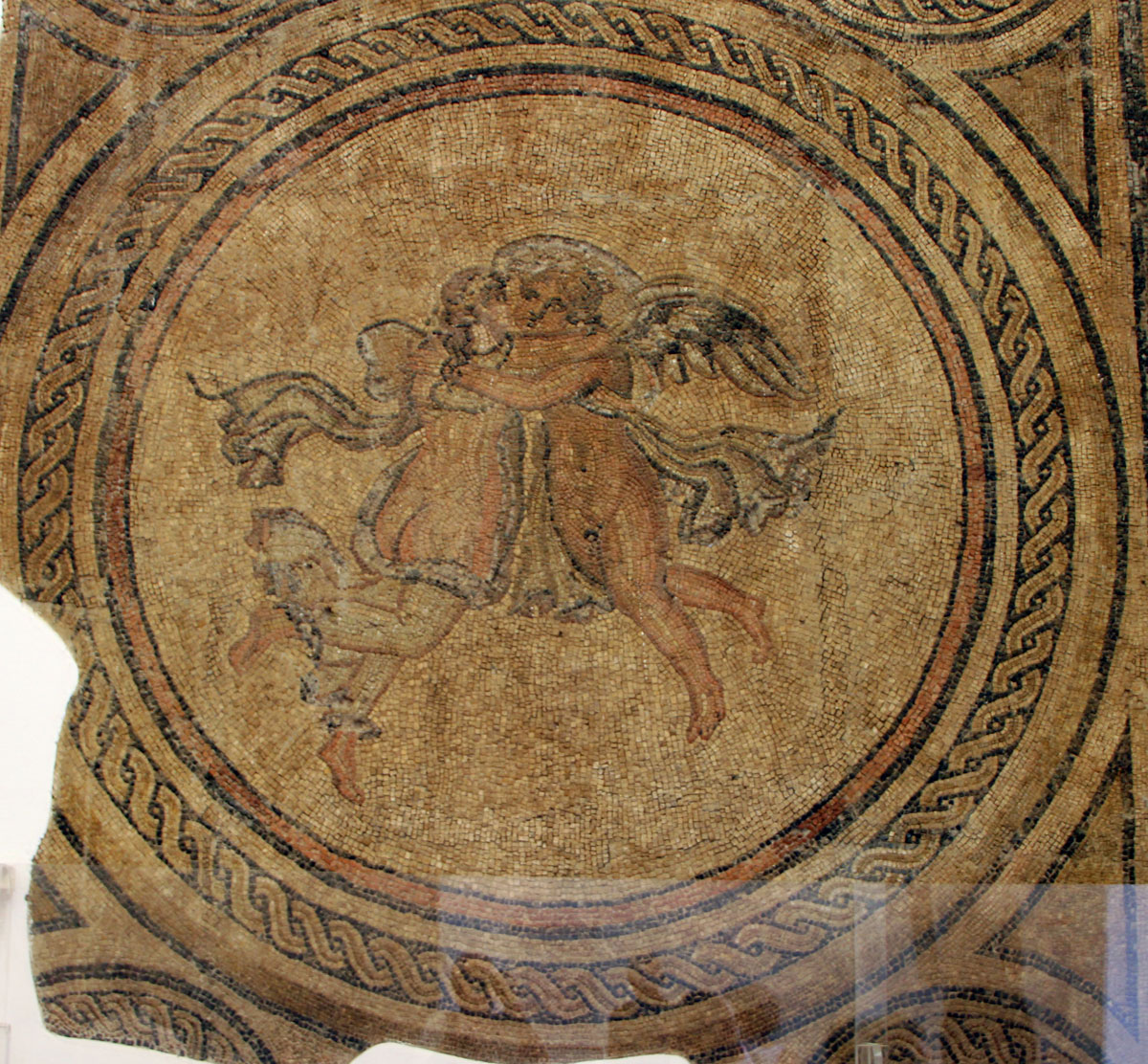
Mosaïque d'époque romaine trouvée dans une villa à Cordoue (Espagne).

#### Prémices

Enlèvement de Psyché, par William Bouguereau (1895).